# Tritophia teriolensis
Tritophia teriolensis är en fjärilsart som beskrevs av Franz Dannehl 1925. Tritophia teriolensis ingår i släktet Tritophia och familjen tandspinnare. Inga underarter finns listade i Catalogue of Life.